# Теншбре
Теншбре (фр. Tinchebray) — бывшая коммуна в департаменте Орн в Нижней Нормандии на северо-западе Франции, которая перестала существовать в 2015 году, после объединения с другими коммунами. 

## История
28 сентября 1106 года на территории коммуны произошла Битва при Теншбре, где армия короля Англии Генриха I разбила войска герцога Нормандии Роберта Куртгёза. После взятия в плен Роберт Куртгёз был увезен в Англию, а Нормандия спустя 19 лет была воссоединена с английским королевством. В состав Франции синьория Теншбре вошла только в 1259 году. В период Великой французской революции земли Нормандии были подвержены восстанию шуанов. В сражении у Теншбре 31 марта 1796 года революционные войска разбили шуанов под командованием француза Орн Луи де Фротте.
Во время Второй мировой войны, 15 августа 1944 года, Теншбре был освобожден американскими войсками и французской дивизии вошли от немецко-фашистских войск.
1 января 2015 года Теншбре и шесть других коммун объединились в одну коммуну под названием Теншбре-Бокаж, которая взяла свои координаты от старой коммуны.

## Демография
По данным на 2013 году в Теншбре насчитывалось 1566 рабочих мест с уровнем занятости 73,70% для лиц в возрасте 15–64 лет. Площадь Теншбре составляет 26,52 км², а плотность населения составляет 99,62 чел./км².
Динамика численности населения, чел.

### Известные уроженцы
- Эдгар Ле Бастар[фр.] (Теншбре, 1836 - 1891) — промышленник-кожевник, сенатор-мэр Ренна
- Пьер Куломб (Теншбре, 1845 - 1921) — врач-филантроп
- Билл-Боккетс[фр.] (Теншбре, 1892 - 1961) или Франсуа Бонтан — артист мюзик-холла и киноактёр
- Андре Бретон (Теншбре, 1896 - 1966) — писатель, поэт и теоретик сюрреализма
- Гай Дегренн[фр.] (Теншбре, 1925 - 2006) — промышленник
- Гай Дезерт[фр.] (Теншбре, 1923 - 2004) — художник-импрессионист
- Жан-Батист Керюэль[фр.] (1779 - Теншбре, 1845) — химик, изобретатель метода, позволившего производить сахар из свеклы в промышленных масштабах
- Юбер Бассо[фр.] (1932 - 1995) — заместитель мэра коммуны
- Мишель Мулен (1777-1839) или Мишело — лидер шуанов.[5]

## Достопримечательности
В Теншбре имеются религиозные исторические памятники такие как Часовня Святого Реми, Церковь Нотр-Дам и Церковь Богоматери Монтьерской (Церковь Святой Марии) 19 века. На территории коммуны расположены также знаменитая во Франции Прядильная фабрика Рошфор. На окраине расположена Королевская тюрьма, построенная в 17 веке. Среди музеев важное место занимает Этнографический музей

## Герб
Герб Теншбрея разделен горизонтально на два цвета: красный и зеленый. На нем изображены следующие элементы желтого цвета: на красном фоне ключ между двумя парами челноков, каждая пара из серебряных крестовин, на зеленом фоне — идущий лев между двумя золотыми лилиями.

## Упоминание

### В литературе
Французским издательством French Edition в 2009 году выпущена книга «Tinchebray», посвященная городку Теншбре. Книга начинается с описания прогулки по городу, достопримечательностей, важных событий и мест. Издание включает в себя 230 почтовых карт и старинных фотографий. Основная часть книги о городе посвящена ремонтной мастерской, где Жерар Каниве и Жан-Пьер Морен готовы починить от часов до механического транспорта.